# Miss USA 2010
Miss USA 2010 è la cinquantanovesima edizione del concorso di bellezza Miss USA, e si è svolto presso il Planet Hollywood Resort and Casino di Las Vegas, Nevada il 16 maggio 2010. Miss USA 2009 Kristen Dalton della Carolina del Nord ha incoronato colei che ha preso il suo posto, Rima Fakih del Michigan, alla fine dell'evento.

## Risultati

### Piazzamenti
| Risultato finale | Concorrente |
| ---------------- | --- |
| Miss USA 2010    | - Michigan - Rima Fakih |

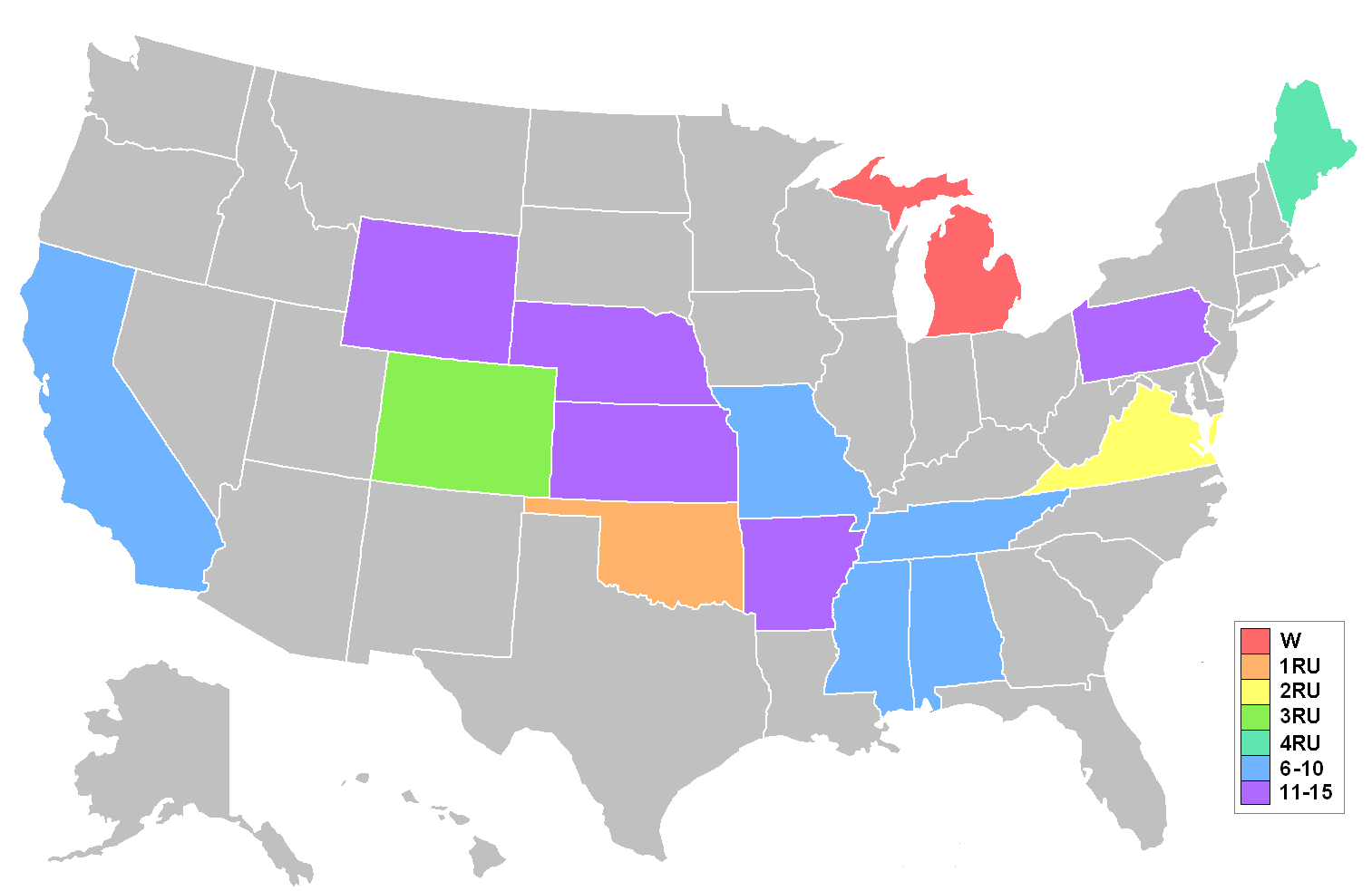
La mappa mostra i piazzamenti per stato.

| 2ª classificata  | - Oklahoma - Morgan Woolard |
| 3ª classificata  | - Virginia - Samantha Casey |
| 4ª classificata  | - Colorado - Jessica Hartman |
| 5ª classificata  | - Maine - Katie Whittier |
| Top 10           | - Tennessee - Tucker Perry - Alabama - Audrey Moore - Mississippi - Breanne Ponder - California - Nicole Johnson - Missouri - Ashley Strohmier   |
| Top 15           | - Wyoming - Claire Schreiner - Pennsylvania - Gina Cerilli - Kansas - Bethany Gerber - Nebraska - Belinda Wright - Arkansas - Adrielle Churchill |

### Riconoscimenti speciali
| Riconoscimento    | Concorrente                 |
| ----------------- | --------------------------- |
| Miss Congeniality | - Nebraska - Belinda Wright |
| Miss Photogenic   | - Alabama - Audrey Moore    |

## Concorrenti
- Alabama - Audrey Moore
- Alaska - Sarah Temple
- Arizona - Brittany Bell
- Arkansas - Adrielle Churchill
- California - Nicole Johnson
- Carolina del Nord - Nadia Moffett
- Carolina del Sud - Rachel Law
- Colorado - Jessica Hartman
- Connecticut - Ashley Bickford
- Dakota del Nord - Taylor Kearns
- Dakota del Sud - Emily Miller
- Delaware - Julie Citro
- Distretto di Columbia - MacKenzie Green
- Florida - Megan Clementi
- Georgia - Cassady Lance
- Hawaii- Renee Nobriga
- Idaho - Jessca Hellwinkel
- Illinois - Ashley Bradarich
- Indiana - Allison Biehle
- Iowa - Katherine Connors
- Kansas - Bethany Gerber
- Kentucky- Kindra Clark
- Louisiana - Sara Brooks
- Maine - Katie Whittier
- Maryland - Simone Feldman
- Massachusetts - Lacey Wilson
- Michigan - Rima Fakih
- Minnesota - Courtney Basara
- Mississippi - Breanne Ponder
- Missouri - Ashley Strohmier
- Montana - Annie Anseth
- Nebraska - Belinda Wright
- Nevada - Julianna Erdesz
- New Hampshire - Nicole Houde
- New Jersey - Chenoa Greene
- New York - Davina Reeves
- Nuovo Messico - Rosanne Aguilar
- Ohio - Amanda Tempel
- Oklahoma - Morgan Woolard
- Oregon - Kate Paul
- Pennsylvania - Gina Cerilli
- Rhode Island - Kristina Primavera
- Tennessee - Tucker Perry
- Texas - Kelsey Moore
- Utah - Katya Feinstein
- Vermont - Nydelis Ortiz
- Virginia - Samantha Casey
- Virginia Occidentale - Erica Goldsmith
- Washington - Tracy Turnure
- Wisconsin - Courtney Lynn Lopez
- Wyoming - Claire Schreiner

## Giudici
Giudici della fase preliminare
- Billie Causieestko
- Chip Lightman
- Colleen Grillo
- Guy McCarter
- Leigh Rossini
- Rich Thurber
- Scott Lochmus

Giudici della finale
- Carmelo Anthony
- Tara Conner
- Paula Deen
- Oscar Nuñez
- Phil Ruffin
- Suze Yalof-Schwart
- Melania Trump
- Johnny Weir

## Musiche di sottofondo
- Presentazione delle concorrenti : Telephone di Lady Gaga e Beyoncé
- Sfilata in costume da abgno : Heart Heart Heartbreak di Boys Like Girls
- Sfilata in abito da sera : This Ain't No Love Song di Trace Adkins